# Kaupinsaari (ö i Södra Savolax, Nyslott)
Kaupinsaari är en ö i Finland. Den ligger i sjön Pihlajavesi och i kommunen Nyslott i  landskapet Södra Savolax, i den sydöstra delen av landet, 280 km nordost om huvudstaden Helsingfors. Öns area är 86,2 hektar och dess största längd är 2 kilometer i sydöst-nordvästlig riktning.